# Holzpfosten Schwerte
Holzpfosten Schwerte (offiziell: Holzpfosten Schwerte 05 e. V.) ist ein Sportverein aus Schwerte im Kreis Unna. Der Verein wurde im Jahre 2005 gegründet und bietet die Sportarten Futsal, Fußball und Basketball an. Bekannt wurde der Verein durch seine Futsalmannschaft, die in den Jahren 2014 und 2015 zweimal hintereinander deutscher Vizemeister wurde.

## Vereinsgründung
Anfang der 2000er Jahre bildete sich der Verein als Freizeitmannschaft, die an der Hobbyliga der Dortmunder Soccerworld teilnahm. Die Spieler suchten nach einem ungewöhnlichen Namen für die Mannschaft und kamen schließlich auf Holzpfosten. Schnell spielten sich die Schwerter in die höchste Spielklasse, ehe die Mannschaft aus Zeitmangel zurückgezogen wurde. Am 11. November 2005 wurde schließlich der Verein Holzpfosten Schwerte gegründet.
Mediale Aufmerksamkeit erhielt der Verein im September 2013, als er in der WDR-Fernsehsendung Zeiglers wunderbare Welt des Fußballs porträtiert wurde. Außerdem brachte Moderator Arnd Zeigler im Bremer Weserstadion einen Aufkleber von Holzpfosten Schwerte auf dem Trainerstuhl des Werder-Trainers Robin Dutt an. Im Jahre 2011 wurde der Fanclub Hoolz'pfosten gegründet.

## Futsal

### Geschichte
Die Futsalabteilung wurde im Mai 2009 gegründet und nahm gleich an der WFLV-Futsal-Liga teil. Zwei Jahre später sicherten sich die Schwerter die Vizemeisterschaft und qualifizierten sich erstmals für den DFB-Futsal-Cup, wo die Mannschaft nach einer 4:6-Niederlage im kleinen Finale gegen den VfR Ittersbach den vierten Platz belegten. Im Jahre 2013 verpasste die Mannschaft nur knapp gegenüber der punktgleichen Mannschaft von Bayer Uerdingen die erneute Vizemeisterschaft. Ein Jahr später qualifizierten sich die Schwerter zum zweiten Mal für den DFB-Futsal-Cup und gewannen im Viertelfinale mit 3:2 beim VfL 05 Hohenstein-Ernstthal. Damit war Holzpfosten für das Final-Four-Turnier in Iserlohn qualifiziert, wo die Schwerter sich im Halbfinale mit 7:1 gegen den FC Viktoria Berlin durchsetzten. Im Endspiel unterlag Holzpfosten gegen Nafi Stuttgart mit 3:5. 2015 später erreichten die Schwerter erneut das Endspiel und unterlagen den Hamburg Panthers mit 4:7.
Nachdem Holzpfosten sich im Jahre 2016 erstmals die Meisterschaft der WFLV-Futsal-Liga sichern konnten, schied die Mannschaft auf Bundesebene im Viertelfinale aus. Gegner war erneut der spätere deutsche Meister Hamburg Panthers. Dafür gewannen die Schwerter den erstmals ausgespielten westfälischen Supercup durch einen 7:0-Sieg gegen den MCH Futsal Club Sennestadt. In der folgenden Saison verpassten die Schwerter die Titelverteidigung durch ein 2:2-Unentschieden am letzten Spieltag gegen Sennestadt. Bei der deutschen Meisterschaft 2017 scheiterte Holzpfosten im Viertelfinale mit 1:8 am SSV Jahn Regensburg.
Die Frauenmannschaft von Holzpfosten Schwerte gehörte im Jahre 2015 zu den Gründungsmitgliedern der WFLV-Futsal-Liga der Frauen und verlor 2016 das WFLV-Pokalfinale mit 4:6 gegen den UFC Paderborn.

### Erfolge
- Deutscher Futsal-Vizemeister: 2014, 2015
- Meister der WFLV-Futsal-Liga: 2016
- Westfälischer Supercupsieger: 2016

### Persönlichkeiten
- Sandro Jurado García
- Nils Klems

### Statistik
| Saison  | Liga             | Level | Platz | S  | U | N | Tore   | Punkte | Dt. Meisterschaft  |
| ------- | ---------------- | ----- | ----- | -- | - | - | ------ | ------ | ------------------ |
| 2009/10 | WFLV-Futsal-Liga | I     | 2.    | 07 | 0 | 3 | 059:32 | 21     | nicht qualifiziert |
| 2010/11 | WFLV-Futsal-Liga | I     | 4.    | 05 | 1 | 3 | 057:51 | 16     | Halbfinale         |
| 2011/12 | WFLV-Futsal-Liga | I     | 3.    | 08 | 1 | 5 | 070:51 | 25     | nicht qualifiziert |
| 2012/13 | WFLV-Futsal-Liga | I     | 3.    | 10 | 0 | 4 | 091:55 | 30     | nicht qualifiziert |
| 2013/14 | WFLV-Futsal-Liga | I     | 2.    | 10 | 2 | 2 | 079:47 | 32     | Finale             |
| 2014/15 | WFLV-Futsal-Liga | I     | 2.    | 14 | 2 | 2 | 114:44 | 44     | Finale             |
| 2015/16 | WFLV-Futsal-Liga | I     | 1.    | 15 | 0 | 3 | 129:60 | 45     | Viertelfinale      |
| 2016/17 | Futsalliga West  | I     | 2.    | 13 | 1 | 4 | 114:48 | 40     | Viertelfinale      |
| 2017/18 | Futsalliga West  | I     | 4.    | 11 | 2 | 5 | 103:76 | 35     | nicht qualifiziert |
| 2018/19 | Futsalliga West  | I     | 3.    | 09 | 5 | 4 | 099:70 | 32     | nicht qualifiziert |
| 2019/20 | Futsalliga West  | I     | 6.    | 04 | 3 | 6 | 046:47 | 15     | nicht qualifiziert |
| 2020/21 | Futsalliga West  | I     | 9.    | 01 | 0 | 2 | 014:15 | 03     | nicht qualifiziert |
| 2021/22 | Futsalliga West  | II    | 6.    | 05 | 2 | 9 | 064:75 | 17     | nicht qualifiziert |

## Weitere Abteilungen

### Fußball
Seit 2006 nimmt der Verein am Spielbetrieb des Fußballkreises Iserlohn teil und begann in der untersten Spielklasse, der Kreisliga C. Schon nach zwei Spielzeiten gelang der Aufstieg in die Kreisliga B, ehe die Mannschaft im Jahre 2010 den Aufstieg in die Iserlohner Kreisliga A schaffte. Dort wurde die Mannschaft in der Saison 2010/11 auf Anhieb Vizemeister hinter dem SSV Kalthof. Im Jahre 2019 mussten die Schwerter wieder absteigen, schafften jedoch ein Jahr später den direkten Wiederaufstieg.
Größter Erfolg der Holzpfosten-Fußballer war der Gewinn der Hallen-Stadtmeisterschaft in den Jahren 2011 und 2019. Von 2015 bis 2019 stellte der Verein mit Christian Fischer einen Schiedsrichter in der 2. Bundesliga. Annika Kost pfeift seit 2021 in der Bundesliga der Frauen.

### Basketball
Im Herbst 2013 wurde die Basketball-Abteilung bei Holzpfosten Schwerte gegründet. Ihr erstes Spiel bestritten die Holzpfosten-Basketballer am 10. November 2013 gegen TuS Bad Sassendorf. Das Spiel ging allerdings 38:60 verloren. Ihren ersten Sieg holten sie im zweiten Spiel nur drei Tage später. Den bisher größten Erfolg feierten die Holzpfosten-Baskets 2016, als sie über die Playoffs souverän in die Bezirksliga aufstiegen.

### Badminton
Seit August 2014 gibt es auch eine Badminton-Abteilung.